# Glossaire de l'anime et du manga

Kanji du terme « manga ».

Les fans d'anime et de manga hors du Japon ont adopté de nombreux mots japonais et autres expressions. Certains de ces mots ont été mal interprétés, réinterprétés, ou ont subi d'importants changements dans leur signification. En outre, une variété de termes relatifs à l'anime, le manga et leur fandom associé ont surgi, soit par traduction/translittération du japonais, ou dans le cadre de l'argot ou du jargon de la sous-culture.
Dans certains cas, l'anglais et le japonais ont contribué de façon complexe à la formation de nouveaux mots dans l'une ou les deux langues (par exemple Hentai—« H »—Ecchi).[pas clair]
D'autres sous-cultures ont également adopté des mots empruntés du japonais par contact avec les fans de médias tels que les anime et manga.
Enfin, il y a un grand nombre de mots et de phrases japonais et non-japonais que les fans et les curieux auront rencontré dans le cadre des anime et manga.
- Haut – A
- B
- C
- D
- E
- F
- G
- H
- I
- J
- K
- L
- M
- N
- O
- P
- Q
- R
- S
- T
- U
- V
- W
- X
- Y
- Z

## A
Ahegao (アヘ顔?)Terme de la pornographie japonaise désignant une expression faciale exagérée des personnages (généralement des femmes) pendant l'acte sexuel, généralement avec des yeux roulants ou croisés, une langue saillante et un visage légèrement rougi, pour montrer le plaisir ou l'extase. Ce style est souvent utilisé dans les mangas érotiques, les animes (hentai) et les jeux vidéo (erogē).
Ahoge (アホ毛)Une seule mèche de cheveux qui dépasse, en haut de la tête d'un personnage. Il signifie littéralement « cheveu stupide » et est un signe visuel souvent utilisé pour indiquer que le personnage est idiot, fainéant ou paresseux. Cependant, il y a des exceptions à cela, donc ce n'est pas une règle absolue. Il diffère de l'« antenne capillaire », constituée de deux mèches (ou davantage) de cheveux rebelles, par opposition à une seule mèche pour l'ahoge. Les personnages qui ont un ahoge sont habituellement présents dans des comédies et sont surtout féminins. Ils comprennent par exemple la famille Araragi de Bakemonogatari, Himeko Katagiri de Pani Poni, Italy de Hetalia, Konata Izumi de Lucky Star, Edward Elric de Fullmetal Alchemist, Hikigaya Hachiman de My Teen Romantic Comedy SNAFU, Saber de Fate/stay night, ou encore Makoto Naegi de Danganronpa.
Anime (アニメ)Un style japonais d'animation d'images, qui est toujours couramment utilisé par les Occidentaux pour se référer à l'animation produite exclusivement au Japon.
Anime music videoSouvent abrégé AMV, ce sont des clips vidéo réalisés à partir d'au moins une série d'anime, agencés de manière à s'adapter à un morceau de musique en fond sonore.
Anison (アニソン)Musique utilisée pour tout média lié à l'anime comme les séries animés, les jeux vidéo, les drames audio; en particulier pour les génériques d'ouverture et de fin des animés.
Aniparo (アニパロ)Littéralement, « parodie d'anime » - personnages d'anime utilisés par des fans de manière parodique.

## B
Baka (馬鹿)Littéralement « imbécile, stupide ».
Bakunyū (爆乳)Un genre de média pornographique mettant l'accent sur la représentation de femmes avec de gros seins. Le mot peut être traduit littéralement par « seins explosés ». En ce qui concerne la taille du soutien-gorge, on dit que le bakunyū est au-dessus d'une taille de soutien-gorge G75 mais en dessous d'un M70. Le bakunyū est un sous-genre d'anime hentai.
Bara (薔薇)Littéralement « rose ». « Bara » se réfère à un genre culturel des hommes gays, et dans les milieux du manga un genre de manga à propos d'hommes beefcake (c'est-à-dire des hommes musclés et peu vêtus) généralement produit par les hommes gays. À comparer avec le « Boys' love », créé par les femmes.
Bishōjo (美少女)Littéralement « jolie fille ». Il s'agit souvent d'une forme de fan service, visant à présenter de jolies jeunes filles qui accrochent le public masculin. Se réfère souvent à tout femme jeune et séduisante, mais est aussi utilisé pour laisser entendre une disponibilité sexuelle (comme dans les «jeux bishōjo»).
Bishōnen (美少年)Littéralement « beau garçon » — Concept esthétique japonais du beau jeune homme idéal. Androgyne, efféminé ou au sexe ambiguë. Au Japon, il se réfère aux jeunes avec des caractéristiques semblables, mais à l'Ouest il est devenu un terme générique pour les hommes androgynes séduisants de tous âges.
Bishie1) Bishōnen.
2) L'argot pour un homme incroyablement mignon/beau que des foules de filles aiment pourchasser. Par exemple, le personnage principal dans le manhua taïwanais 1/2 Prince est appelé un bishie.
Boys' Love (ボーイズラブ, Bōizu Rabu)Contenu homosexuel masculin destiné aux femmes, fréquent, généralement utilisé au Japon pour couvrir le yaoi et le shōnen-ai.

## C
Catgirl (猫娘, Nekomusume)Personnage avec des oreilles de chat et une queue de chat, mais ont un organisme humain à part cela. Ces personnages ont souvent des habitudes de félins, des ongles ressemblant à des griffes, et montrent parfois les crocs. Leurs expressions émotionnelles sont également de nature félines, comme leur fourrure qui se hérissent s'ils sont surpris. Ces caractéristiques sont aussi parfois utilisés sur les personnages masculins, comme dans le cas des personnages de Loveless, Kyo Sohma de Fruits Basket, et Ikuto Tsukiyomi de Shugo Chara!.
Chibi (チビ,ちび)Mot japonais signifiant « petit, minus, gringalet ». Les personnages « chibi » sont généralement dessinés de manière à avoir l'air mignon. En raison de Sailor Moon et des erreurs de traduction, aux États-Unis il est parfois utilisé pour parler du style super deformed.
Chūnibyō (中二病, litt. « Maladie de deuxième année du collège » ou « Syndrome de la 5e »)La tendance d'un personnage à prétendre être un personnage inventé fantaisiste comme un vampire, un démon, un ange, un sorcier, un guerrier ou une personne avec une lignée spéciale, s'imaginant souvent avec des pouvoirs magiques, des super-pouvoirs ou des objets maudits. Les personnages avec le chūnibyō ont tendance à avoir une manière unique de parler, s'habillant dans des vêtements gothiques et parfois portant des objets tels que des bandages ou des cache-œils pour représenter leur personnage. Le terme se réfère aux enfants de 12 à 14 ans, mais peut également être utilisé pour décrire les personnages qui présentent ces traits indépendamment de leur âge actuel. Le terme est censé avoir été inventé par Hikaru Ijūin en 1999 et a été initialement destiné pour décrire les personnes qui prétendent être « adultes » dans leur deuxième année du collège. Un exemple de ces traits de personnage est présenté dans la série Chūnibyō demo koi ga shitai!.
Comiket (コミケット, Comiketto)Comics Market (コミックマーケット, Komikku Māketto) —La plus grande convention mondiale de manga et d'anime au monde se tenant tous les 6 mois au Tokyo Big Sight de Tokyo, au Japon, où on y retrouve des producteurs et des fans de Dōjinshi (voir la franchise « Comic Party »).
Cours (クール, Kūru)Un cours désigne une unité de diffusion d'une série télévisée (anime ou drama) au Japon, dont un nouvel épisode est diffusé chaque semaine. Le terme dérive du mot français « cours ». En général, un cours est superposé à une saison, sur une période de 3 mois, à laquelle 10 à 14 épisodes peuvent être diffusés, bien qu'il s'agisse généralement de 13 épisodes. Une année est divisée en quatre saisons : l'hiver avec les mois de janvier, février et mars ; le printemps avec avril, mai et juin ; l'été pour juillet, août et septembre ; et l'automne avec les mois d'octobre, novembre et décembre.

## D
Dandere (ダンデレ)Un personnage qui est généralement asocial et silencieux, qui change éventuellement pour montrer son côté doux, romantique, et affectueux. (voir aussi Tsundere, Yandere et Kundere)
Deredere (デレデレ)Signifie devenir « follement, éperdument amoureux/euse », avec un comportement « romantique, doucereux, roucoulant ». Voir Tsundere, Yandere et autres mots en -dere.
Dojikko (ドジっ子)Jolies filles qui ont tendance à être maladroites, et peuvent parfois même faire des erreurs qui blesseront les autres ou elles-mêmes.
Dōjinshi (同人誌)Tout travail produit de façon amateur. Une idée erronée répandue est que les dōjinshi sont des fanmade (c'est-à-dire des parodies ou des fanfictions, créés par des fans) - ce qui n'est pas nécessairement le cas.
Dōseiaisha (同性愛者)Amour de personnes du même sexe (Terminologie).
Dub (吹き替え, fukikae)Doublages : quand les voix dans un anime sont changés dans une langue différente de sa langue d'origine.

## E
Ecchi (エッチ, ecchi)La prononciation japonaise de la lettre « H ». Il représente la première lettre du mot « Hentai » et peut se référer à tout ce qui est compris entre les manga et anime légèrement érotique au comportement sexuel déplacé. En Europe et en Amérique du Nord, il est surtout utilisé pour les productions érotiques soft, tandis que « hentai » est utilisé pour les productions pornographiques.
Ending (エンディング, ou ED)Terme anglais utilisé pour désigner le générique de fin/fermeture d'un anime. Il se présente le plus souvent sous la forme d'un clip musical animé d'environ 90 secondes auquel se superposent les crédits de la série. Pour le générique de début voir opening.
Enjo kōsai (援助交際)« Rendez-vous de compensation » qui peut parfois être à la frontière quasi-juridique de la prostitution. Des lycéennes sont payées par des hommes plus âgés et sortent avec eux pour une nuit en ville, possiblement avec du sexe inclus.
Eyecatch (アイキャッチ, aikyatchi)Une scène ou une illustration utilisée pour commencer et terminer une pause publicitaire dans un programme de télévision japonaise, similaires à la façon dont sont utilisés aux États-Unis les bumpers au début ou à la fin des pauses publicitaires.
Eroge (エロゲー)Un eroge (エロゲー, erogē), un mot-valise de erotic game (エロチックゲーム, erochikku gēmu), est un jeu vidéo japonais qui propose du contenu érotique, généralement sous la forme d'œuvres d'art de style anime. À ne pas confondre avec les Galge. Les Eroge proviennent des Galge qui ont ajouté du contenu adulte classé 18+.

## F
fanfiction (ファン フィクション, fan fikushon)Une histoire générale écrite par les fans d'un média, incluant les anime. Une histoire ou une partie de fiction écrit par les fans d'une production.
Fan service (ファンサービス, Fan Sābisu)Éléments inclus spécifiquement pour divertir sexuellement (comme des personnages masculins ou féminins bien proportionnés, légèrement vêtus et/ou nus, ou du contenu ecchi) ou titiller le public par des références à l'œuvre ou à d'autres, qui sont nécessaires (ou pas) au développement du scénario.
FandubAbréviation de fan-dubbed - Un film ou une vidéo dans laquelle les fans ont traduit et doublé le dialogue dans une autre langue.
FansubAbréviation de fan-subtitled - Un film ou une vidéo dans laquelle les fans ont traduit et sous-titré le dialogue dans une autre langue.
Fudanshi (腐男子)Expression péjorative qualifiant un fan masculin de yaoi (やおい) ; Littéralement « homme pourri »
Fujoshi (腐女子)Expression péjorative qualifiant une fan féminine de yaoi (やおい) ; Littéralement « femme pourrie ».
Fumuke (腐向け)Ouvrages destinés généralement aux femmes, fujoshi et fudanshi ; avec un thème de romance entre hommes.
Futanari (ふたなり)Personnages qui semblent être des femmes (visage, seins, hanches larges, taille étroite), mais possèdent les organes génitaux féminins et masculins.

## G
Gakuran (学ラン)Uniforme pour les garçons de collège et de lycée au Japon. Le gakuran est dérivé des uniformes de l'armée prussienne.
Galge (ギャルゲ)Jeux de fille. C'est « un type de jeu vidéo japonais centré autour des interactions avec d'attrayantes filles dans un style d'anime ». Ces jeux sont un sous-genre des jeux de simulation de séduction (les Dating Sims), ciblés pour un public masculin.
Ganguro (顔黒, ガングロ)Littéralement « visage noir ». Un phénomène de mode chez les jeunes filles japonaises, forçant sur le maquillage. L'apparence se compose de cheveux décolorés, d'un bronzage intense, d'eyeliners à la fois noir et blanc, de faux cils, de chaussures à semelles compensées, et de tenues aux couleurs vives.
Gei (ゲイ)Translittération de gay. Voir Étymologie.
Gei comi (ゲイコミ, geikomi)Manga avec des thèmes homosexuels masculins, par les hommes pour les hommes. À comparer avec yaoi, shōnen-ai, June et Boys' Love.
Girls with gunsLe terme girls-with-guns (littéralement « filles avec des armes à feu ») est utilisé en référence aux séries d'anime centrées sur des personnages féminins combattant avec des armes à feu.
GuroUn type d'anime, de manga, ou de jeu qui inclut la violence, la torture et parfois la mort du personnage. Le but de la violence est d'accroître le plaisir du spectateur, lecteur, ou joueur qui aime ce genre. Parfois, c'est aussi synonyme de l'expression hentai Ero guro.
Gothloli (ゴスロリ, Gosurori)Gothic Lolita - Une tendance de mode où les filles et les jeunes femmes s'habillent dans le style de poupées de porcelaine élaborées. Habituellement, c'est un mélange de robe de style gothique et de robe du XIXe siècle, mais certaines d'entre elles sont très colorées, et d'autres n'utilisent pas les vêtements européens du XIXe siècle. Par exemple, Kurumi Tokisaki, de Date A Live, qui porte une robe avec des fioritures pourpres et noires, lui donnant l'apparence d'une Gothic Lolita. Ou comme Kuroneko de Oreimo.

## H
Harem (ハーレムもの, hāremumono)Un sous-genre ambigu d'anime et de manga, caractérisé par un protagoniste entouré par au moins trois membres du sexe opposé (et jusqu'à des dizaines dans certains cas), chacun amoureux de celui-ci à sa manière. Les harems destinés aux hommes sont les plus communs. Yuuki Rito de To Love-ru est un bon exemple de personnage masculin au centre d'un harem de filles, qui s'agrandit au fil du temps, bien qu'il existe des centaines d'autres références.
Henshin (変身, henshin)Littéralement « métamorphose ». Ce mot est utilisé principalement dans les manga, les anime, et les dramas tokusatsu lorsqu'un personnage se transforme en un super-héros. Les héros henshin (変身ヒーロー, Henshin Hīrō) ont généralement un « cri henshin », un slogan qu'ils récitent afin de se transformer, comme dans les Super Sentai. Le mot « henshin » est le plus souvent utilisé par les personnages dans les séries Kamen Rider , tandis que d'autres programmes utilisent différents mots tels que souchaku (装着, sōchaku, signifiant « équiper ») , ou utiliseront des expressions uniques à l'histoire.
Hentai (変態, ヘンタイ)Littéralement « anormal » ou « perverti ». Utilisé par le public occidental se référer à un anime ou manga sexuellement explicite ou pornographique . Toutefois, au Japon, le terme utilisé pour désigner ce même contenu est généralement Poruno ou Ero. Le hentai est un sujet populaire dans les fanfictions et le fan art.
Hikikomori (引き籠もり, ひきこもり, 引きこもり)Un hikikomori est quelqu'un qui s'isole à l'intérieur de leur maison, refusant parfois complètement de quitter leur maison dans un effort pour s'isoler de la société. Cela peut être considéré comme une phobie sociale semblable à l'agoraphobie. Les hikikomori sont souvent associés aux otaku, mais les termes sont distincts.

## I
Iinchō (委員長)Abréviation de gakkyū iinchō (学級委員長), le délégué de classe dans une école japonaise.
Imōto (妹)Sœur cadette.
Isekai (異世界, litt. « Autre monde »)Un sous-genre de manga et d'anime dans lequel les personnages sont transportés ou réincarnés dans un monde différent,.
Iyashikei (癒し系, litt. « guérison »)Un genre spécifique aux œuvres japonaises, principalement manga et anime. C'est un sous-genre de tranche de vie, représentant des personnages vivant des vies paisibles dans des environnements apaisants, et est destiné à avoir un effet de guérison sur le public,,,.

## J
Josei (女性)Littéralement « Femme ». Les anime et manga créés principalement par des femmes, et destinés aux filles à la fin de l'adolescence et les femmes.
Juné, aussi écrit JuneUn manga ou une histoire sous forme de texte avec des thèmes homosexuels masculins pour les femmes écrites dans une esthétique de style (耽美, tanbi), du nom du magazine Juné.

## K
Kawaii (かわいい)Permet de qualifier tout ce qui est « mignon » ou « adorable ».
Kemono (獣, けもの, ケモノ)Littéralement « Bête ». Un genre de l'art japonais et de conception de personnage qui comporte principalement des animaux dans des milieux et des situations ressemblants à ceux de l'homme (anthropomorphisme). (voir Le Royaume des chats, c.f. Fandom furry)
Kemonomimi (獣耳, けものミミ, ケモノミミ)Personnages avec des caractéristiques d'origine animale, telles que des oreilles et une queue, mais un corps humain. Les catgirls font également partie de ce concept. Les exemples incluent de nombreux personnages de Loveless, Boris Airay, Peter White, Elliot March, et Pierce Villers de Alice au royaume de cœur, Ikuto Tsukiyomi et Yoru de Shugo Chara!, et la plupart des personnages de Dog Days.
Kodomo ou Kodomomuke (子供向け)Anime et manga pour les enfants des deux sexes.
Kogal (コギャル, kogyaru)Une sous-culture des filles et des jeunes femmes ; le « look » kogal correspond approximativement à une Valley girl de Californie bronzée.
Komiketto  (コミケット)Forme générique de Comiket (Comics Market, magasin de comics).
Kūdere (クーデレ)Un (stéréo)type de personnage, la plupart du temps d'un personnage féminin, qui est habituellement froid, mais sans prétention et discret ; plus tard, il révélera un côté plus doux et gentil. À ne pas confondre avec Dandere.
Kyonyū (巨乳, litt. « gros seins »)Une classification de la taille du sein en japonais occasionnels. Les seins au-dessus d'une taille de soutien-gorge E70 mais inférieurs à un G75 sont considérés comme kyonyū, après quoi ils sont appelés bakunyū (爆乳).

## L
Lemon (レモン, Remon)Dérivé de la série d'anthologie hentai Cream Lemon (くりいむレモン, Kurīmu Remon). Contenu avec du contenu sexuel explicite (à ne pas confondre avec le terme d'argot pour « lesbienne » dans certaines cultures anglophones).
Lolicon (ロリコン, rorikon)Mot-valise pour lolita complex. Un genre de manga et d'anime, dans lequel les personnages féminins aux allures enfantines sont représentés d'une manière érotique. Au Japon, c'est aussi un terme d'argot pour « pédophile ».
Loli-GothGothloli (ゴスロリ, Gosurori)—Gothic Lolita (ゴシック・ロリータ, Goshikku Rorīta).

## M
MAD Movie (MAD動画, maddo dōga)Une vidéo japonaise fanmade, un peu comme un clip anime (AMV), qui provient généralement du site japonais Nico Nico Douga. Les MAD peuvent aussi se référer à la communauté japonaise des AMV, même s'ils peuvent être n'importe quoi : des clips audio, des photos modifiées, jusqu'à des créations entièrement originales. Les MAD n'ont même pas nécessairement besoin d'être liés à des anime, mais les plus populaires le sont généralement.
Majokko (魔女っ子)Littéralement « fille sorcière » ; ce terme ne s'applique généralement pas aux anime de magical girls modernes.
Manga (漫画, マンガ)Bandes dessinées japonaises. Ou conforme au « style manga », habituellement marqué par des caractéristiques telles que de grands yeux, de longs membres, des lignes de vitesse et une typographie exclamative.
Mangaka (漫画家, マンガ家)Créateur de manga. Le mangaka est souvent l'écrivain et l'illustrateur de l'ouvrage.
Manga music videoSouvent abrégé en MMV ; semblable aux Anime Music Video (AMV), bien qu'à la place de clips venant d'anime, ce sont des cases ou des pages d'au moins une série de manga qui sont agencés de manière à s'adapter à un morceau de musique en fond sonore.
Mecha (メカ, meka)Abréviation de « Mechanical » (« mécanique »). Au Japon, ce mot est utilisé pour toutes sortes de machines. Dans les pays occidentaux, il s'applique principalement aux anime et aux manga se concentrant sur des robots de combat pilotés. Ils sont divisés en deux sous-genres : les super robots (le mecha possède des pouvoirs irréalistes, et l'accent est mis davantage sur les combats et les robots eux-mêmes), et les robots réels (plus réaliste, avec plus de drame, et se concentrant sur les humains). Le mot « mecha » peut aussi être utilisés pour désigner les robots eux-mêmes.
Meganekko (眼鏡っ娘)Un personnage féminin qui porte des lunettes. Les personnages masculins portant des lunettes sont appelés megane.
Moe (萌え)Généralement utilisé pour les personnages féminins, même si elle peut se référer aux hommes efféminés dans certains cas. Quelque chose ou quelqu'un qui est considéré comme « moe » est généralement considéré comme attachant, innocent, et naïf, tout en prenant certaines des qualités émotionnelles de l'adolescence généralement destinées à faire naître un sentiment paternel de protection et de sympathie chez le spectateur. Le terme n'a pas d'équivalent véritable hors du japonais, et la traduction la plus littérale du mot dans d'autres langues que le japonais est « fétichisme », même si le concept de « moe » n'a pas nécessairement une corrélation directe avec des préférences sexuelles, et se réfère souvent à des œuvres de nature non sexuelle. Il peut également être utilisé pour modifier d'autres mots ou concepts, tels que Meganekko-moe (« fille à lunettes » moe), concerne à la fois un personnage qui porte des lunettes et qui possède les qualités du « moe ».

## N
Nakama (仲間)Terme désignant compagnon, camarade ou ami, souvent utilisé sans être traduit dans les mangas de version française et anglaise.
Nonke (ノンケ, ノン気)Jargon se référant à ceux dont l'orientation sexuelle ne s'applique qu'à ceux du sexe opposé au leur, ou simplement, des personnes hétérosexuelles et est souvent utilisé par les personnes homosexuelles et bisexuelles. C'est un mot-valise entre la négation « non » en Anglais et « ki/ke » désignant « esprit/coeur/humeur » (気), littéralement  « nonke » signifie « personne qui ne possède pas cet esprit », esprit homosexuel. Il est souvent utilisé pour désigner un genre de manga ou anime avec des relations hétérosexuelles, ou parfois des individus hétérosexuels se trouvant être homosexuels.

## O
Okama (オカマ)Littéralement « bouilloire » (argot de la période Edo pour « anus », l'idée ayant été empruntée aux Portugais). Un homme qui se travestit, porte du maquillage, parle comme une femme… Pourrait être de n'importe quelle orientation sexuelle.
Omake (おまけ, オマケ)Une sorte de bonus supplémentaire sur un DVD d'anime, qu'on peut comparé à un « extra » sur les DVD occidentaux. Peut être également un strip bonus à la fin d'un chapitre ou d'un volume de manga.
ONAOriginal Net Animation, une production d'anime destinée à être distribuée sur Internet via le streaming ou le téléchargement direct.
Onee-chan (お姉ちゃん)Sœur aînée, avec « Onee » signifiant sœur aînée et « -chan » qui est un suffixe affectueux. Le début « o » est un titre honorifique respectueux.
Onee-sama (お姉さま)Sœur aînée, avec « Onee » signifiant sœur aînée et « -sama » qui est un suffixe respectueux. Le début « o » est un autre titre honorifique respectueux.
Onii-chan (お兄ちゃん)Frère aîné, avec « Onii » signifiant frère aîné et « -chan » qui est un suffixe affectueux. Le début « o » est un titre honorifique respectueux.
Onii-sama (お兄さま)Frère aîné, avec « Onii » signifiant frère aîné et « -sama » qui est un suffixe respectueux. Le début « o » est un autre titre honorifique respectueux. Similaire à Onii-san.
Opening (オープニング, ou OP)Terme anglais utilisé pour désigner le générique de début/ouverture d'un anime. Il se présente le plus souvent sous la forme d'un clip musical animé d'environ 90 secondes, qui présente les différents personnages de la série. Pour le générique de fin voir ending.
Osananajimi (幼馴染み)Ami d'enfance.
Otaku (おたく, オタク, ヲタク)Les nouveaux venus aiment à se considérer comme des otaku quand ils commencent à aimer des anime ; leur définition de otaku est « fan d'anime ». La traduction littérale du mot est « ta maison », mais en argot japonais, il s'agit de quelqu'un qui a un passe-temps obsessionnel. Souvent considéré comme un équivalent japonais de nerd.
Otenba (おてんば, お転婆)(kko)Garçon manqué.
Otokonoko (男の娘)Désigne un personnage de sexe masculin qui possède une apparence et un comportement féminin, le rendant indistinguable d'une femme.
Otome gēmu (乙女ゲーム)Littéralement « jeu de jeune fille ». C'est un jeu vidéo qui s'adresse à un public féminin, où l'un des principaux objectifs, en plus de l'objectif du scénario, est de développer une relation romantique entre le personnage du joueur (une femme) et un des personnages masculins.
OVAUn Original Video Animation (animation vidéo originale), ou OVA, est un type d'anime qui était destiné à être distribué sur des cassettes VHS ou DVD, et à ne pas être montré dans des films ou à la télévision. Moins fréquemment, il peut être aussi appelé OAV ou Original Animated Video.
Owari (おわり, オワリ, 終わり, 終)« Fin » en japonais, utilisé par certains auteurs de fanfictions à la fin de leurs œuvres. Également utilisé à la fin de nombreuses séries d'anime.
Oyaji (親父, おやじ, オヤジ)Littéralement « papa » - Personnage masculin plus vieux, comme un enseignant ou un autre modèle à suivre. Souvent légèrement perverti, mais habituellement dépeint affectueusement. Peut aussi être utilisé pour « papi » ou « vieil homme ».

## Q
- Q-version : la traduction anglaise de l'expression chinoise Q版 (pinyin: Kiū bǎn), se référant à la cartoonification ou infantilisation dans les rendus artistiques de la vie réelle ou de figures sérieuses humaines ou animales ou d'autres personnages ou des objets, en particulier dans les styles d'anime. « Q » est une approximation chinoise du mot anglais « cute »[27].

## R
RawLittéralement « brut, cru » : Épisode d'anime ou scans de manga dans sa langue originale, sans modification ni sous-titres.

## S
Scantrad (aussi « scanlation »)Des mots « scan » et « traduction » (ou « translation »). L'analyse, la traduction et l'édition de la bande dessinée d'une langue à une autre.
Seinen (青年)Littéralement « jeunesse ». Anime et manga destinés aux jeunes adultes de sexe masculin.
Seiyū (声優)Littéralement « voix d'acteur ». Comédien de doublage japonais. En plus de doubler des personnages d'anime, le seiyu faire du doublage pour des jeux vidéo, des émissions de radio, des CD de dramas, etc.
Seme (攻め)Partenaire « dominant » dans les Boys' Love. Voir uke.
Shōjo (少女)Littéralement « jeune femme ». Anime et manga destinés aux adolescents de sexe féminin
Shōjo-ai (少女愛)Littéralement « amour de fille ». Inventé suivant la forme de shōnen-ai, désignant un contenu lesbien, généralement pour du contenu sans sexe explicite. Au Japon, le terme shōjo-ai n'est pas utilisé avec ce sens, et tend plutôt à désigner l'éphébophilie.
Shōnen (少年)Littéralement « jeune homme ». Anime et manga destinés aux adolescents de sexe masculin
Shōnen-ai (少年愛)Littéralement « amour de garçon ». Un terme désignant un contenu homosexuel masculin dans les médias pour femmes, bien que cet usage soit obsolète au Japon. Les anglophones l'utilisent fréquemment pour parler de contenu sans sexe explicite, dans des anime, manga, et fanfiction associés. Au Japon, il désigne l'éphébophilie.
Shotacon (ショタコン, shotakon)Un genre de manga et d'anime, dans lequel les personnages masculins aux allures enfantines sont représentés d'une manière érotique. Son penchant féminin est le lolicon
Shudō (衆道)Abréviation pour « wakashudo ». Le Manuel des Jeunes Hommes, désignant l'homosexualité masculine codifiée dans la société des samouraïs.
Sōhōkō-ai (双方向愛)Littéralement « amour bidirectionnel ». Un terme désignant du contenu bisexuel, généralement sans contenu sexuel explicite, dans des anime, manga, et fanfiction associés. Au Japon, le terme n'est pas utilisé avec ce sens, il désigne l'« éphébophilie ».
Sōsaku June (創作JUNE)Littéralement « création de June ». Dōjinshi avec des thèmes homosexuels masculins pour les femmes, qui sont des histoires originales et non-parodiques des séries existantes.
Sub (字幕, jimaku)Vient de subtitles, soit « sous-titres ». Quand un anime est maintenu dans sa langue d'origine, mais a des sous-titres.

## T
Tsuzuku (つづく)Littéralement « Ça continue ». Parfois utilisé à la fin d'un chapitre de manga ou d'un épisode d'anime quand une suite est à suivre.
Tsundere (ツンデレ)Une personnalité de personnage (généralement féminin) qui est généralement sévère, froide et/ou hostile envers la personne qu'elle aime, tout en laissant échapper de temps en temps ses sentiments chaleureux et affectueux qu'il cache en lui, dû au fait qu'il est timide, nerveux ou incertain, ou tout simplement ne peut pas s'empêcher de mal agir en face de la personne qu'il aime. Pourtant, cette attitude glaciale maladroite a des failles grossières qui montrent parfaitement l'attachement de la tsundere, à son corps défendant. Par exemple, il passe beaucoup de temps et d'efforts à préparer le déjeuner préféré de la personne qu'il aime, mais au moment de lui donner, il dira souvent d'un ton agacé une réplique comme celle-ci « J'en ai préparé trop et ça serait du gâchis de le jeter alors voilà ! Et ce n'est pas parce que je t'aime vraiment ou que je voulais faire ton repas préféré juste pour te voir sourire…». Le fait de voir des tsundere gênées en parlant à leur partenaire, et le fait qu'elles les appellent fréquemment « baka » (imbécile, idiot) est un running gag dans beaucoup d'anime. On peut aussi citer le cas de Liliana Kranjcar du manga Campione! disant à Godou à plusieurs reprises qu'elle le sert seulement comme son chevalier ; cela suggère que ce sont des choses que ferait une petite amie, telles que préparer le dîner pour lui, résoudre une dispute pour savoir si Erica ou Yuri devraient le guérir ou fournir des informations sur un dieu (par un baiser) en disant qu'elle va être la seule à le faire, et en utilisant des termes figuratifs habituellement utilisés pour désigner le mariage pour décrire aux autres leur relation. Il est généralement admis que la première tsundere est Lum de Urusei Yatsura.
Tsunshun (ツンシュン)Similaire à tsundere, mis à part que le personnage montre de la dépression en plus de la froideur et de l'hostilité, généralement après s'être énervé contre quelqu'un.

## U
Uke (受け)Partenaire « passif » dans un Boys' Love. Voir seme

## W
Waifu (ワイフ)Un personnage féminin de fiction qu'un fan considère comme sa compagne. Le terme provient de Kimura, un personnage de Azumanga daioh, avec la phrase anglaise très accentuée de « my wife » (« ma femme » en anglais) sonnant comme « mai waifu », mais c'est aussi la façon dont un locuteur japonais natif prononcerait le mot anglais pour « wife » (« épouse » en anglais). Il également possible de parler de « husbando » lorsqu'il s'agit d'un personnage masculin,,,.

## Y
Yamato Nadeshiko (大和撫子)Littéralement « rose du Japon ». La personnification de la femme japonaise idéale, étant humble et douée dans les tâches ménagères.
Yandere (ヤンデレ)Un terme japonais pour une personne initialement très gentille, aimante, attentionnée et douce envers quelqu'un (ou du moins innocente) qu'elle aime sincèrement et profondément, dont elle se soucie beaucoup en vue d'un pur et intense amour romantique ; l'admiration et la dévotion sont si fortes qu'elles deviennent destructeurs mentalement pour la personne elle-même, passant souvent par la surprotection (comme le Stalking), la violence et la brutalité, voire la psychose.
Le terme est un mot-valise des mots yanderu (病んでる) signifiant une « maladie mentale ou émotionnelle », et deredere (でれでれ) signifiant « montrer véritablement une forte affection romantique ». On pourrait traduire ce terme par Folie amoureuse. Les personnages yandere sont mentalement instables, et sont parfois incroyablement dérangés ou passablement étranges, utilisant souvent la violence et/ou une extrême brutalité comme un moyen de faire sortir leurs émotions. La maladie mentale à laquelle se rapporte probablement le Yandere est le trouble de la personnalité borderline, avec lequel il partage beaucoup de symptômes.
L'utilisation de ce type de personnage a suscité des critiques sur le niveau de violence dans des œuvres telles que School Days, l'histoire classique d'un triangle d'amour romantique allant dangereusement mal. Bien que le type de personnage ait été utilisé dans des anime et manga depuis Mobile Suit Zeta Gundam en 1985, l'utilisation consciente du terme n'a commencé qu'au tournant du millénaire.
Un exemple classique (et plutôt extrême) de yandere est le personnage de Yuno Gasai, de la série Mirai Nikki, qui est sujette à violenter/tuer quiconque peut interférer avec sa passion obsessionnelle et morbide pour le protagoniste Yukiteru Amano, bien que le même traitement soit infligé aux simples personnes présentes dans les alentours.
Les yandere apparaissent également dans les jeux vidéo, comme l'étudiante Yuri du jeu Doki Doki Litterature Club!, qui finit par se suicider sous les yeux du joueur, en pleine démence, ou encore Ayano Aishi dans Yandere Simulator.
Yankii (ヤンキー)Depuis la fin des années 1970, le terme Yankī a été utilisé pour faire référence à un type de jeunes délinquants. C'est une sous-culture popularisé au Japon, se composant de délinquants du secondaire qui ont gagné de la notoriété en raison de leur comportement violent et téméraire. Ils sont caractérisés par des punch perms (style de cheveux des yakuzas, basé sur une permanente) ou des pompadours, les sourcils rasés, les cheveux blonds platine et des uniformes scolaires modifiés. Bien que ce soit un terme unisexe qui peut s'appliquer à la fois aux hommes et aux femmes, il est plus communément appliqué aux hommes.
Yangire (ヤンギレ)Vient de Magical Girl Lyrical Nanoha StrikerS ; se réfère à un personnage qui est malade mentalement et « s'enclenche » instantanément sans montrer d'affection pour la victime de ses crises. C'est un mot-valise de yandere (voir ci-dessus) et de kireru (切れる) qui veut dire « casser » ou « perdre son sang-froid ». Un des meilleurs exemples d'un Yangire est Rena Ryugu de la franchise Higurashi no naku koro ni. Shion Sonozaki, un yandere très bien connu, vient aussi de cette série.
Yaoi (やおい)Acronyme japonais pour « yama nashi, ochi nashi, imi nashi » (pas de paroxysme, pas de dénouement, pas de signification). Aussi connu sous le nom de Boys' Love. Il a pour thème l'homosexualité masculine ; Il y a parfois du contenu sexuel homme-homme ; généralement créés par des femmes pour les femmes
Yōni (ヨーニ)Aussi connu comme bisexuel ; Quand un personnage masculin ou féminin est sexuellement actif à la fois avec le sexe opposé et le même sexe. Soit en même temps ou à des moments différents. À appliquer quand il n'est pas seulement du yaoi ou du yuri seulement
Yuri (百合)Littéralement « Lys ». Jargon pour du contenu lesbien ou de l'amour entre filles, qui va de l'amourette au rapport sexuel. Au Japon, le terme désigne un large éventail d'attraction entre les femmes. Il est également utilisé pour le contenu sexuellement explicite en dehors du Japon. Il est utilisé comme le terme yaoi pour les hommes.

## Z
Zettai ryōiki (絶対領域)Signifiant « Territoire absolu » (un terme de l'anime Neon Genesis Evangelion), cette phrase se réfère à la région de la cuisse exposée quand une fille est vêtue d'une jupe courte et de hautes chaussettes montantes. Le ratio « idéal » jupe:cuisse:chaussette au-dessus du genou est souvent signalé comme étant 4:1:2,5. Les Zettai Ryōiki sont souvent notés par des lettres, où le rang A est l'idéal et le rang F est des socquettes ; une autre catégorie, le rang S, existe également : il est constitué du rang A en combinaison avec des couettes et une personnalité tsundere,.
L'histoire du terme Zettai ryōiki a commencé en 2001, où une IA de logiciel de chat de bureau, appelée Jinkou Munou, était en circulation à ce moment. MIY, le créateur du personnage Seriko dans ce logiciel, a annoncé son prochain personnage appelé Mayura dans son blog. Le costume de Mayura était conçu pour avoir un col roulé noir, une minijupe à carreaux gris, des chaussettes montantes noires et des bottes. Lors de l'annonce, il écrivit ce commentaire concernant Mayura : « La distance entre les chaussettes montantes et la minijupe est invincible ! Je peux même dire que c'est le Territoire Absolu de Dieu ».
Cinq jours plus tard, il expliqua le concept de Zettai ryōiki encore davantage avec les illustrations publiées sur son blog, répandant le terme à partir de là.